# Grand Hôtel Villa Serbelloni
Le Grand Hôtel Villa Serbelloni, autrefois connu comme le Grand Hôtel Bellagio, est un hôtel historique, en activité depuis 1873, situé à Bellagio sur le lac de Côme, en Italie.

## Histoire
L'hôtel était à l'origine une villa privée, commandée par la famille Frizzoni, une famille noble originaire du canton des Grisons mais établie à Bergame depuis des générations. Les travaux de construction de la villa, conçue par l'architect Rodolfo Vantini, commencent en 1851 et sont définitivement achevés en 1856, année du décès de l'architecte. La villa est cependant déjà en partie prête en 1854, lorsqu'elle est inaugurée à l'occasion de l'anniversaire de la femme du comte Frizzoni.
En 1872, la villa est acquise par une société par actions italienne, la Société des Grands Hôtels, ayant l'intention de transformer la propriété en un hôtel de luxe. Les nouveaux propriétaires confient le projet de transformation à Giovanni Ceruti, assisté par Ercole Balossi Merlo, tous deux architectes et anciens élèves de Camillo Boito à l'École polytechnique de Milan. Les travaux consistent en la construction d'un long bâtiment à l'arrière de la villa, relié par un passage couvert, et étendu pour former deux grandes ailes latérales donnant sur le lac.
L'hôtel ouvre ainsi ses portes en tant que « Grand Hotel Bellagio » en 1873.
En 1918, la propriété est rachetée par le suisse Arturo Bucher, qui entreprend des travaux de modernisation. La famille Bucher est encore aujourd'hui propriétaire de l'hôtel.
Avec l'hôtel, Arturo Bucher gère aussi la villa Serbelloni, qui était déjà utilisée comme dépendance de luxe du Grand Hôtel. À la suite de la crise de 1929, la villa est vendue, mais Bucher se réserve néanmoins le droit contractuel d'utiliser son nom. Depuis lors, le Grand Hôtel Bellagio porte le nom de « Grand Hôtel Villa Serbelloni ».

## Description
Le bâtiment de l'hôtel présente des éléments décoratifs élaborés.